# Luddhagtorn
Luddhagtorn (Crataegus orientalis) är en rosväxtart. Luddhagtorn ingår i Hagtornssläktet som ingår i familjen rosväxter.
Dess naturliga utbredningsområde innehåller nordöstra Medelhavsområdet, Kaukasien och västra Iran.

## Underarter
Arten delas in i följande underarter:
- C. o. orientalis
- C. o. pojarkovae
- C. o. szovitsii

## Bildgalleri

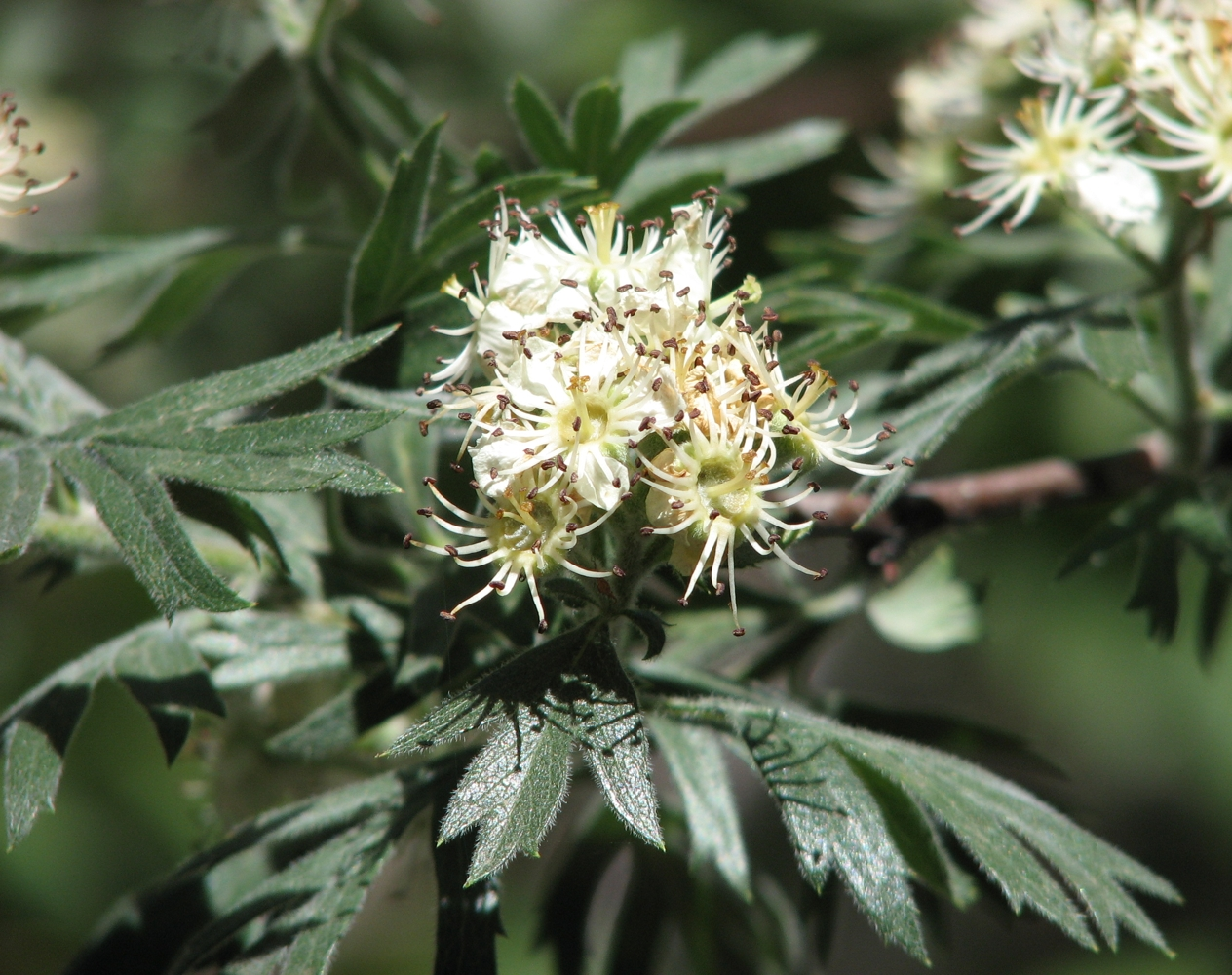
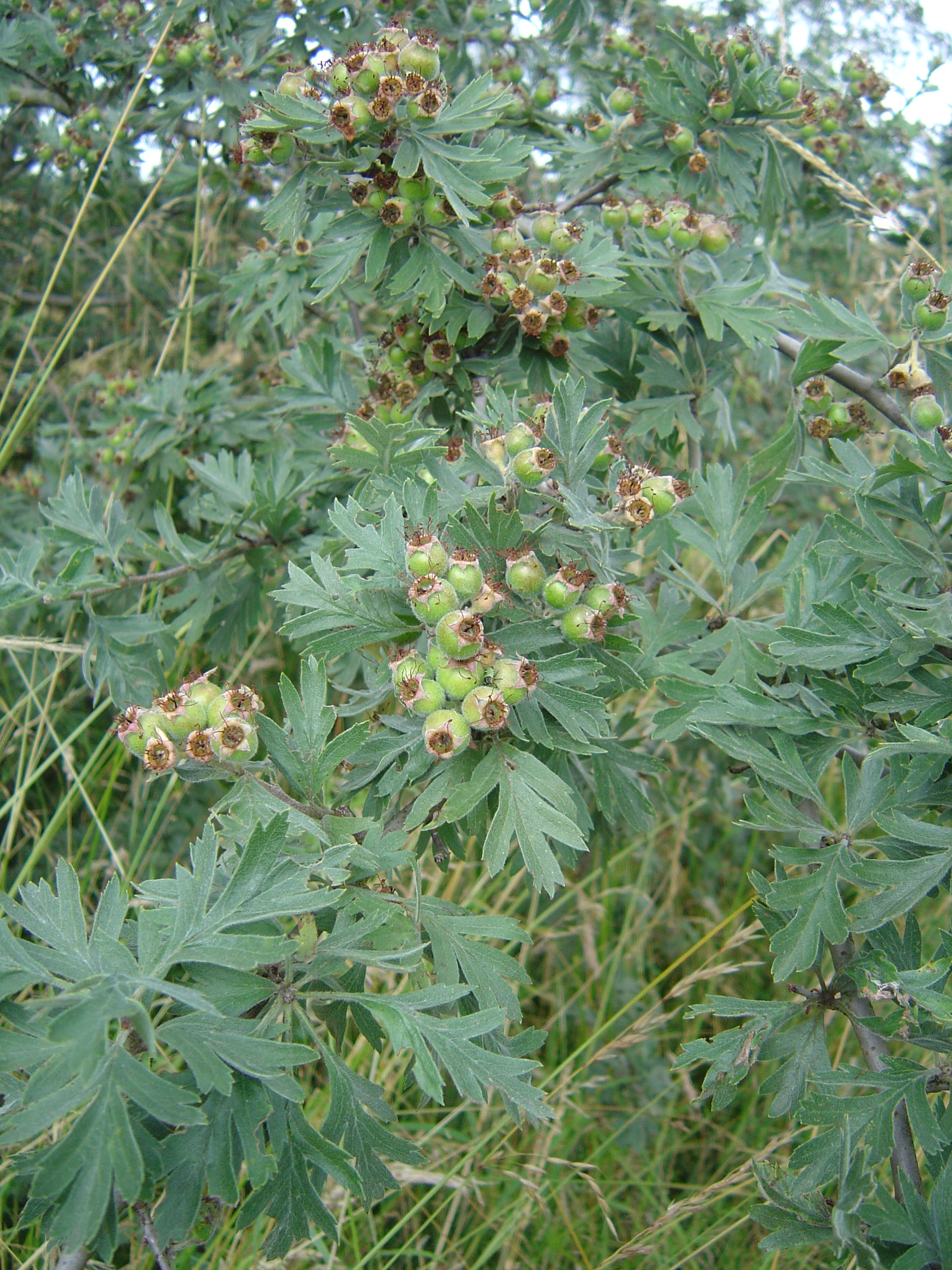
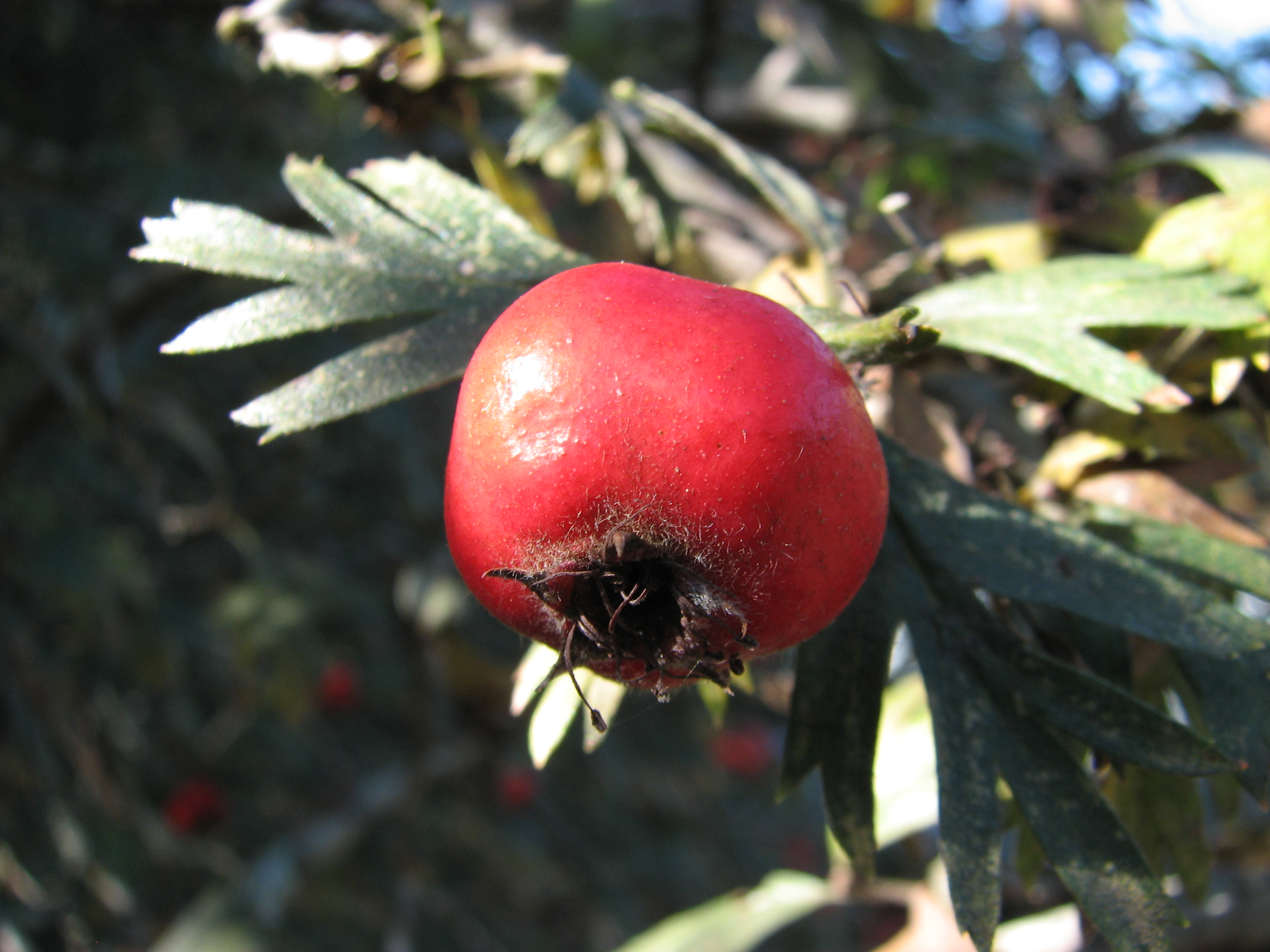
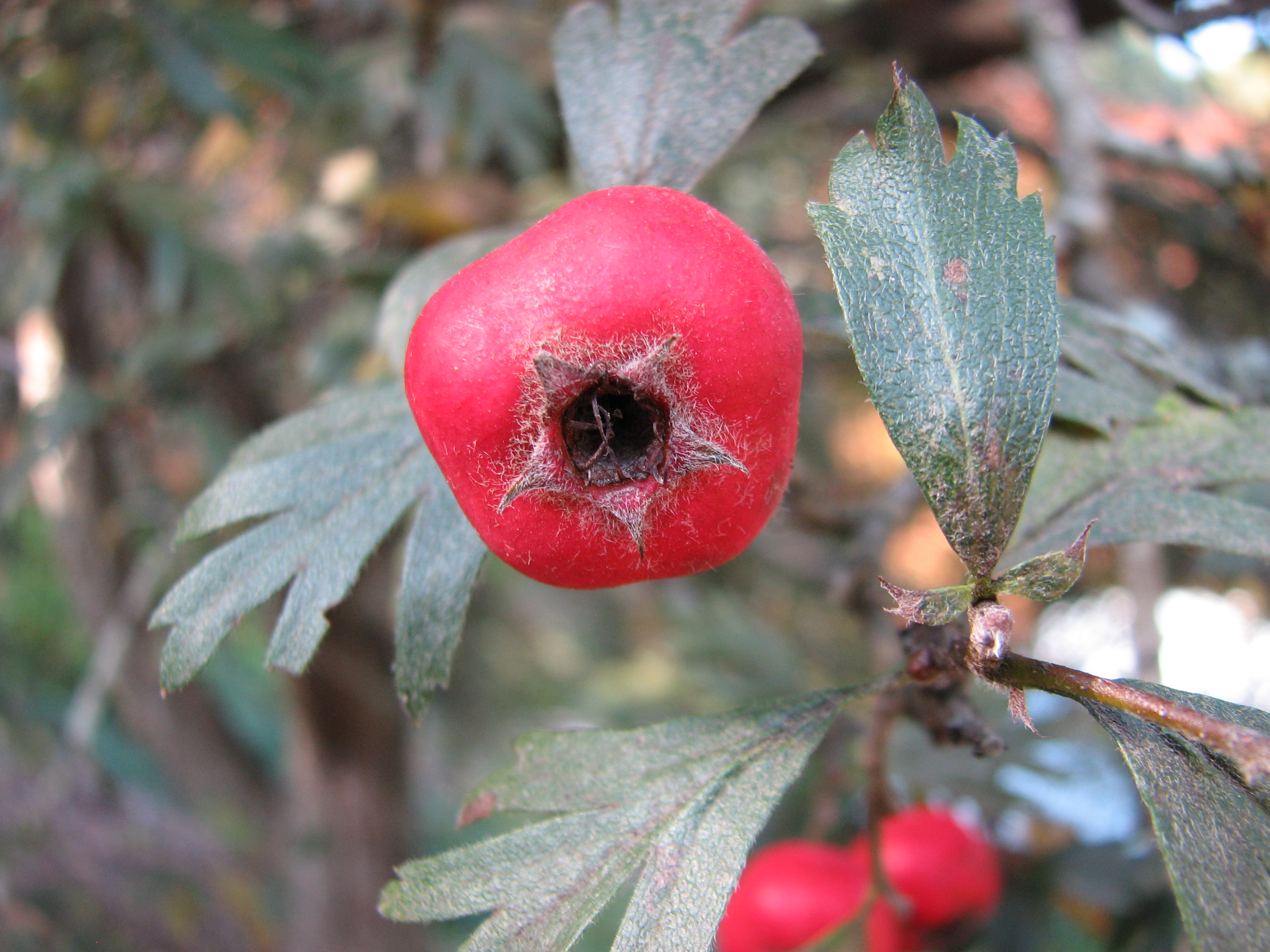
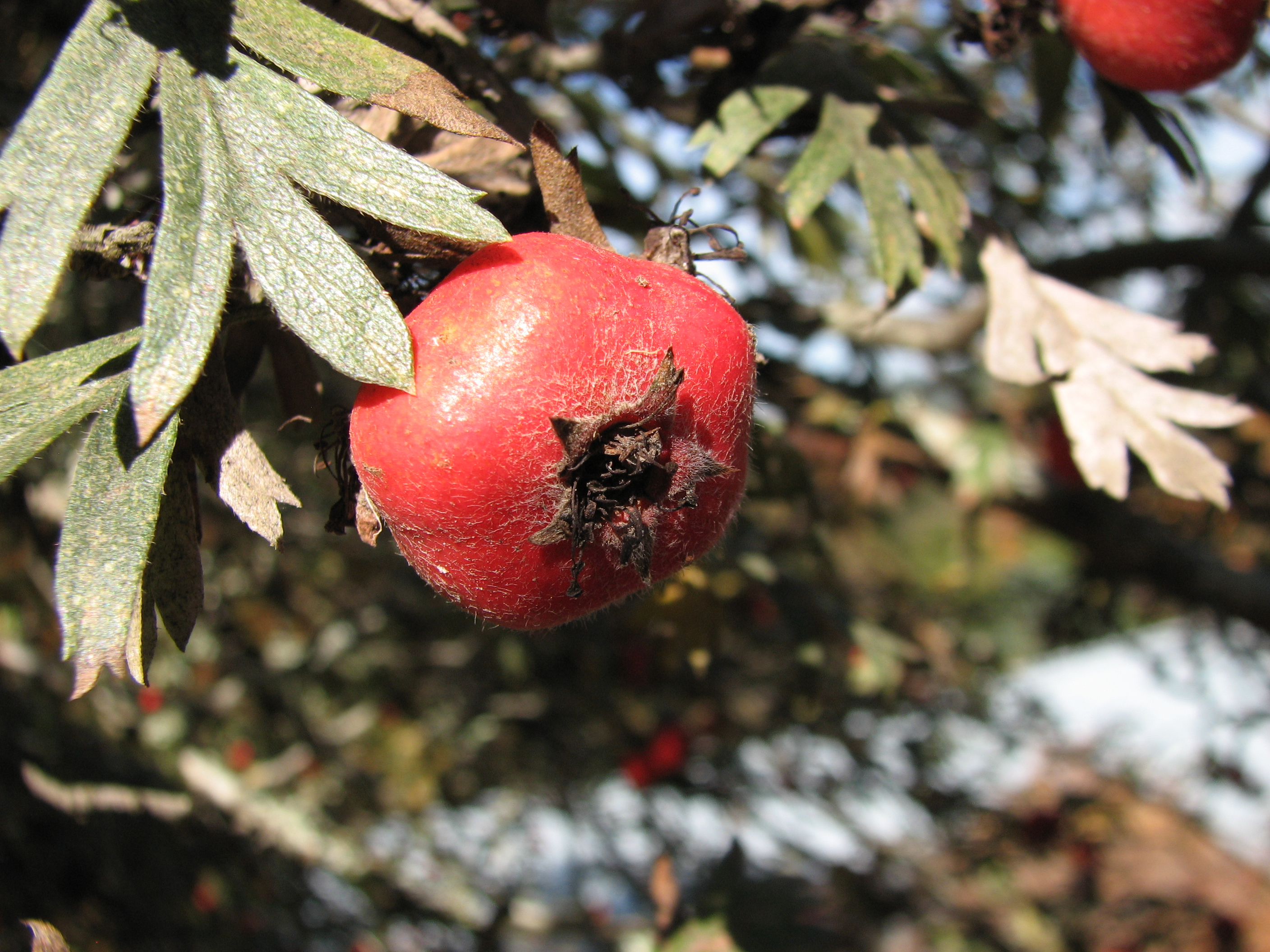